# Donald G. Higman
Donald G. Higman (20 septembre 1928 à Vancouver - 13 février 2006) est un mathématicien américain connu pour sa découverte, en collaboration avec Charles C. Sims, du Groupe de Higman-Sims.

## Biographie
Higman fait ses études de premier cycle à l'Université de la Colombie-Britannique et obtient son doctorat en 1952 de l'Université de l'Illinois à Urbana-Champaign sous la direction de Reinhold Baer. Il siège à la faculté de mathématiques de l'Université du Michigan de 1956 à 1998.
Ses travaux sur les aspects homologiques de la Théorie des représentations des groupes ont établi le concept de module relativement projectif et expliqué son rôle dans la théorie des décompositions de modules. Il développe une caractérisation des groupes de permutation de rang 2 et une théorie des groupes de permutation de rang 3 ; plusieurs des groupes simples sporadiques découverts plus tard étaient de ce type, notamment le groupe Higman-Sims que lui et Sims construisent en 1967.